# デッキチェア

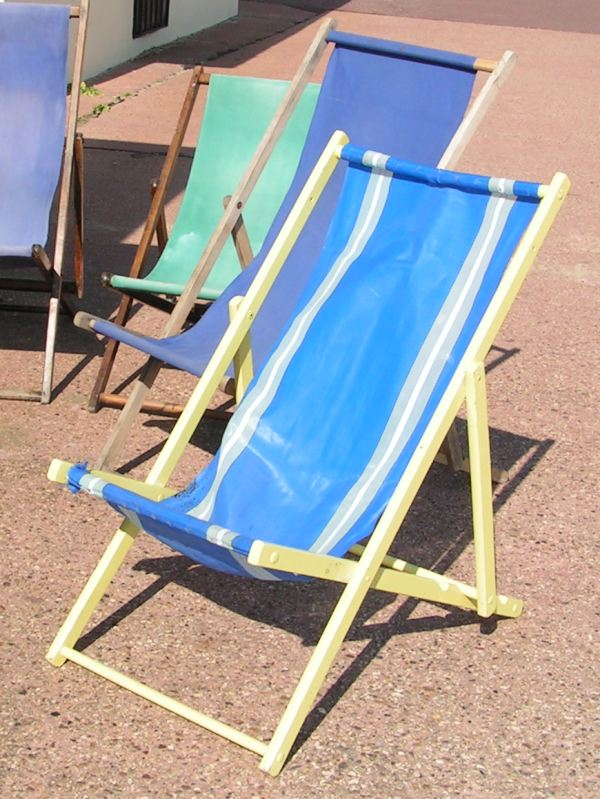
デッキチェア

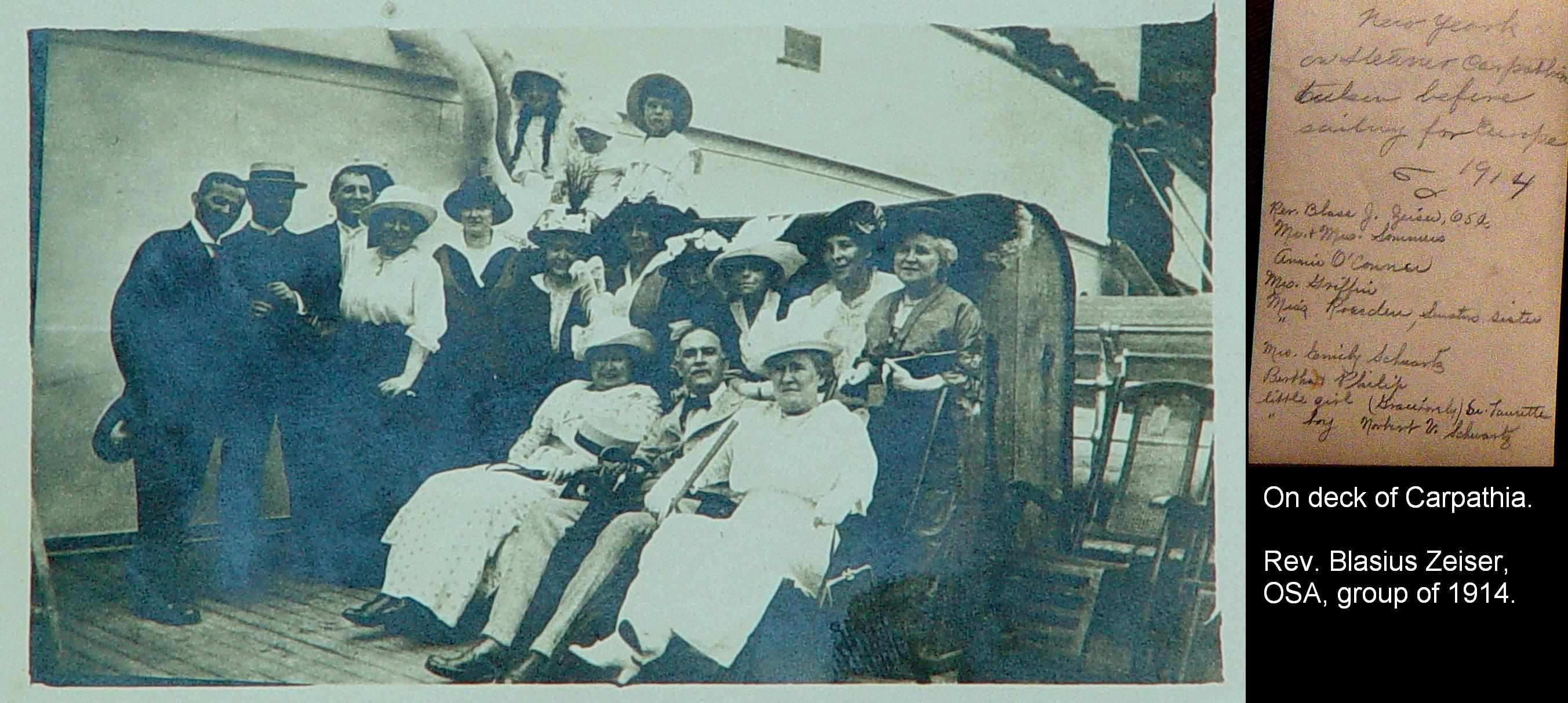
客船カルパチア号の甲板上のデッキチェアで一息つく、救出されたタイタニック号の生存者。当時の豪華客船のデッキチェアの背中部分には、その椅子を専用に使う乗客の名札が取り付けられていたのが分かる

デッキチェア（英語: deckchair）とは折り畳むことのできる椅子の一種。
椅子の脚などフレームの部材には、雨風や暑さ寒さなど厳しい気候にも耐えられるよう、保存処理された木材や、耐久性の高い金属などを使用する。座面や背もたれは、木の部材でできているものもあるが、現在の多くのデッキチェアでは一枚の布でできており、キャンバス（帆布）地やビニールなどが使われる。この布部分がさらに長くなって、脚をもたれさせられるレッグレストにもなるようなものや、肘掛け（アームレスト）がついたものもある。大量に買える安いものから、リゾートなどに持参するための高級なものまで、価格帯の幅も広い。

## 概要
もとはその名の通り豪華客船やクルーズ船のデッキ（甲板）で、乗客が日光浴をしたり海を見たりしてくつろぐ際に使用された。軽くて運びやすく、積み上げることもできたので船上の利用には最適だった。
元来のデッキチェアは広げた時の背もたれ等の位置は固定されているが、後にリクライニングできていくつかの位置に固定可能なデッキチェアや、足置きなどを追加できるデッキチェアも登場した。
現在は庭やプールサイドや浜辺など、レジャーの場で広く活用される。ホテルのプールなどで、デッキチェアやビーチチェアの数が宿泊客より足りないような場合には、タオルなどをかけて場所取りをすることもある。かつての豪華客船では、デッキチェアを毎日使用する乗客のために、乗組員がデッキチェアに乗客の名前を書いたタグをとりつけ、空いていても他の乗客が使わないようにするということも行われていた。カナダのハリファックスの大西洋海洋博物館には、タイタニック号の乗客の遺品などと並び、タイタニックのデッキチェアやそのレプリカが保存・展示されている。
英語には、大きな変化が起こっているさなかに些細で無意味な仕事をするたとえとして、「タイタニックのデッキチェアを並べ替える」（rearrange the deck chairs on the Titanic）という表現もある。

## ギャラリー

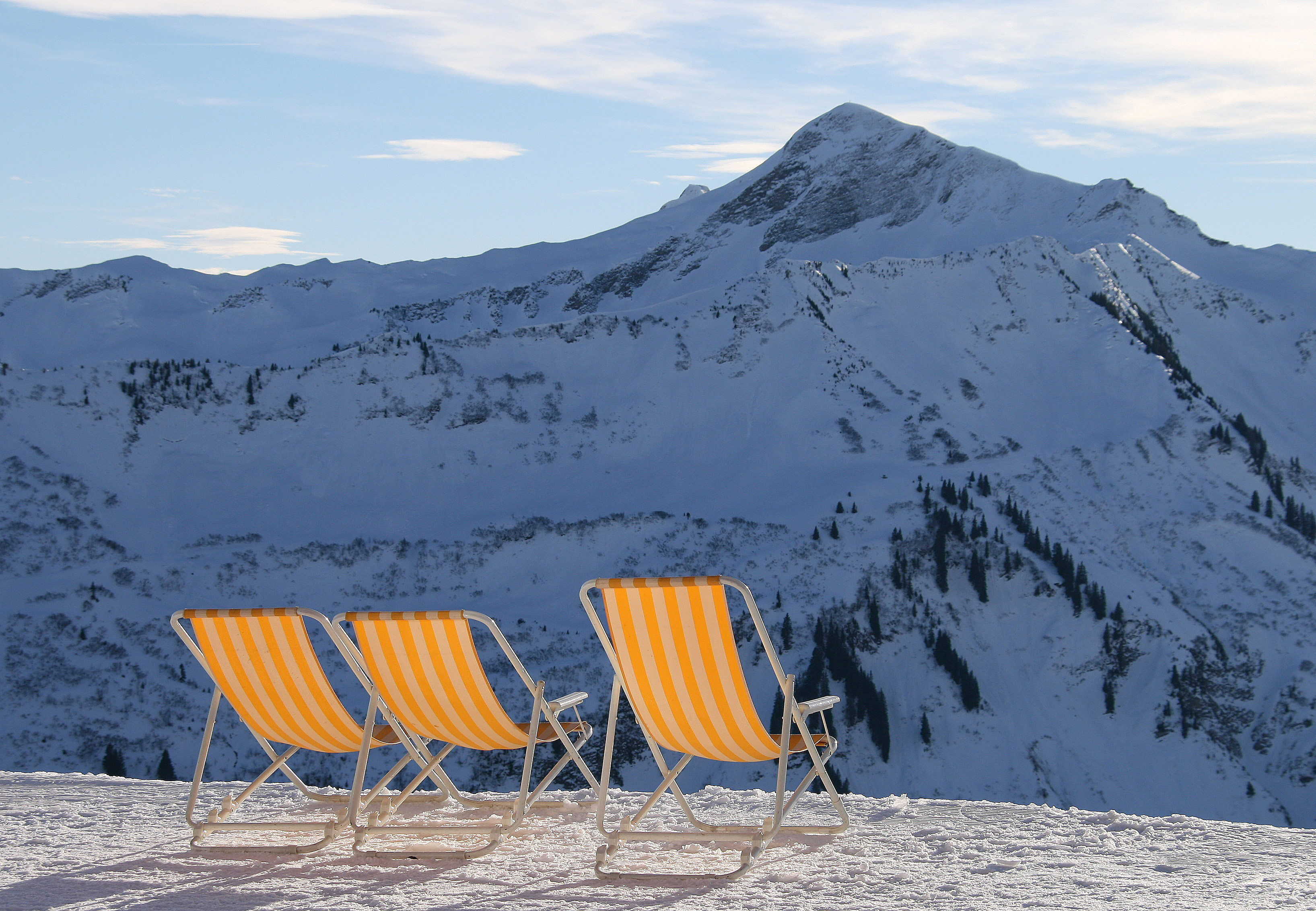
アルプスのリゾートに置かれたデッキチェア
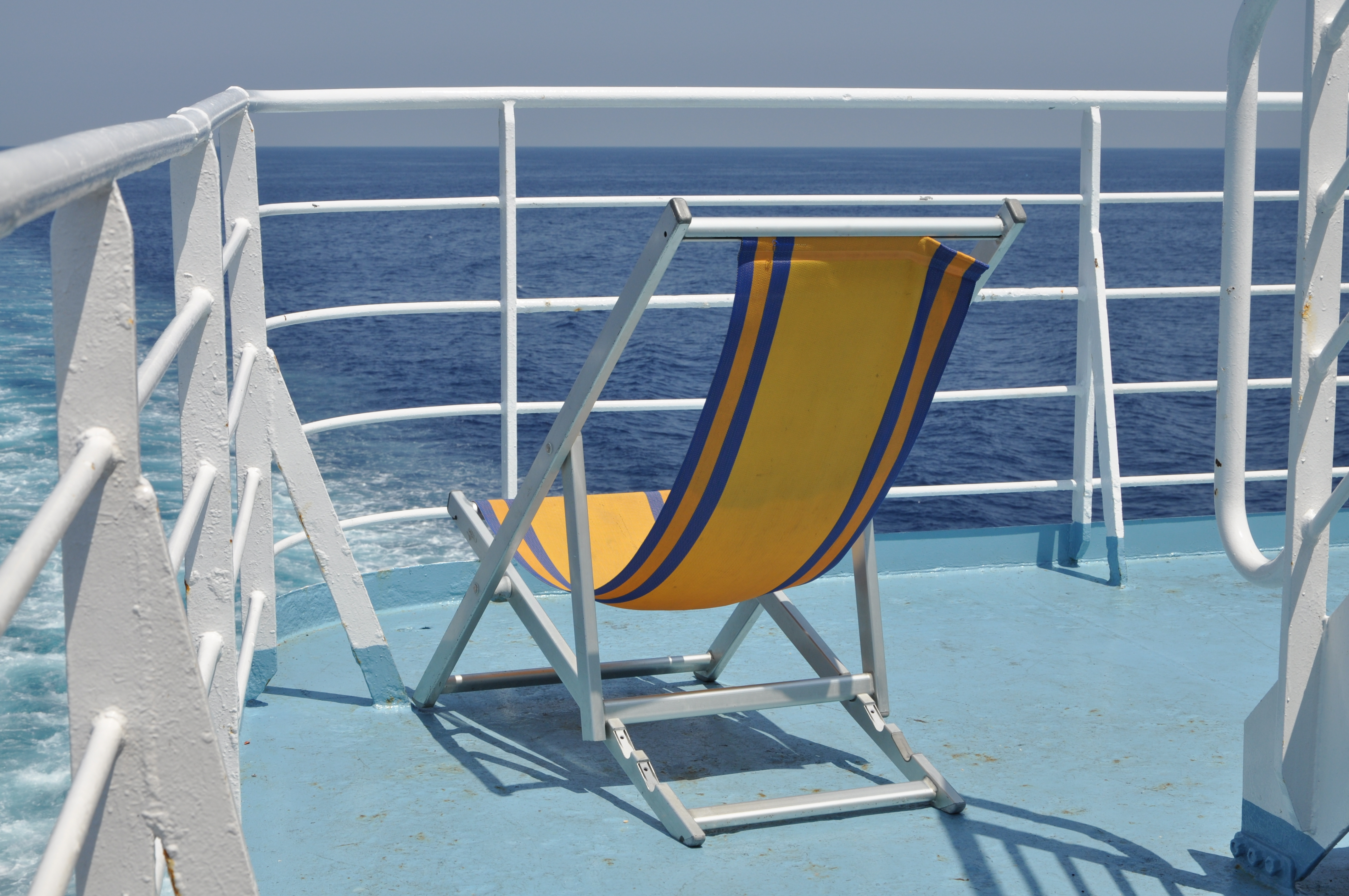
フェリーの甲板上のデッキチェア
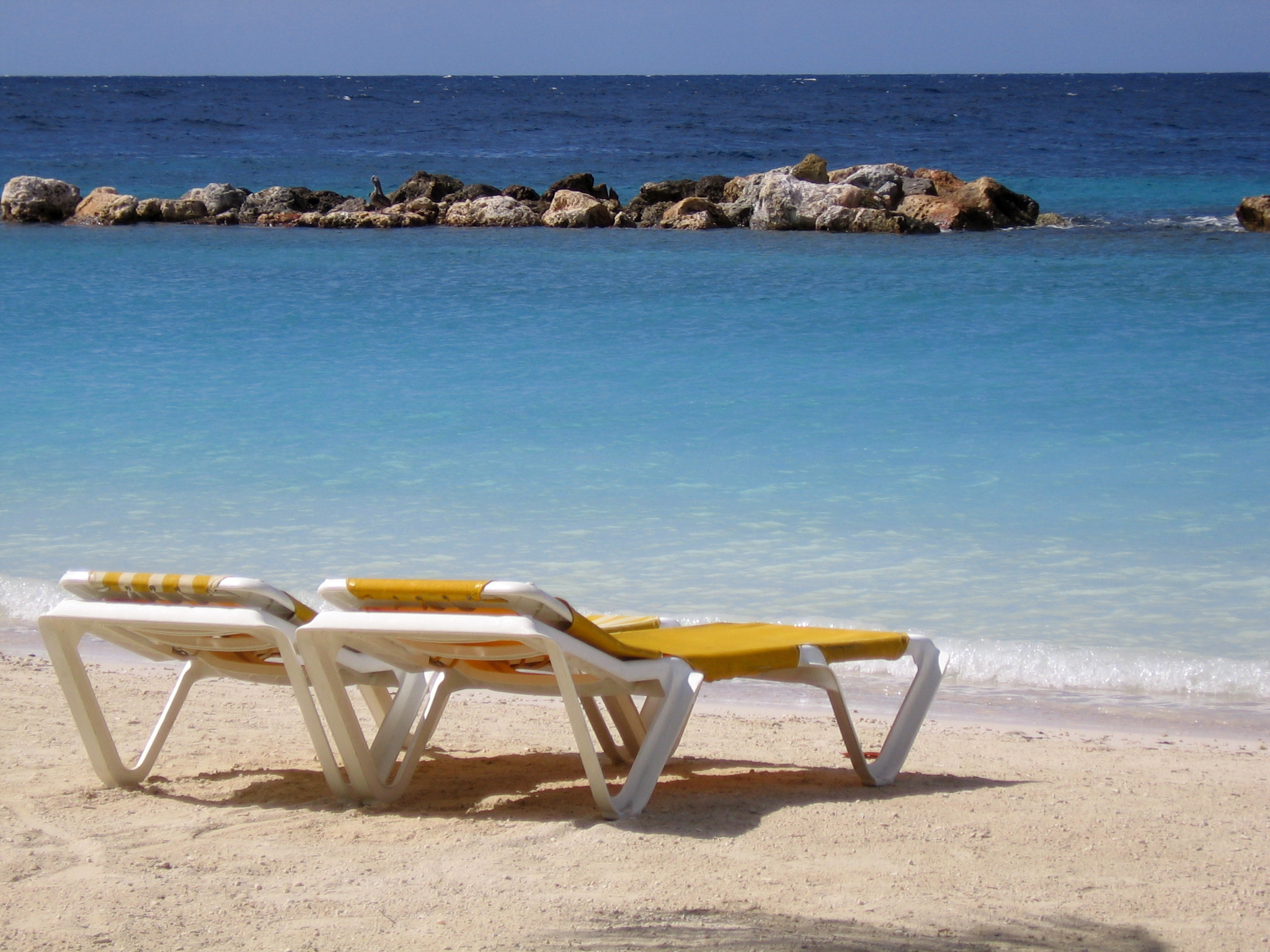
ビーチチェア。デッキチェア同様、浜辺やプールサイドに置かれる
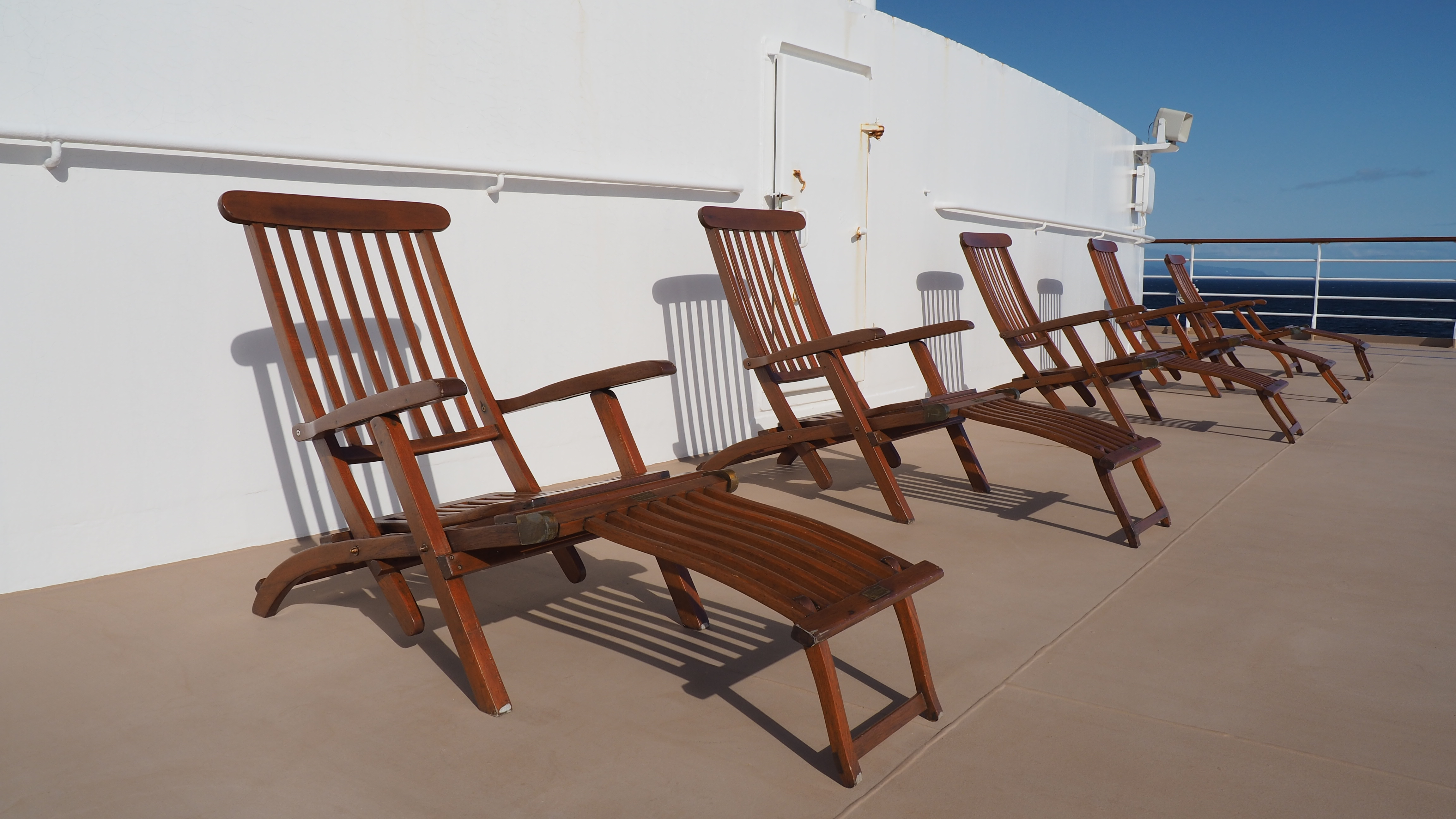
座面が木製のデッキチェア